# Черемшанка (приток Сока)
Черемшанка — река в России, протекает по Оренбургской области. Устье реки находится в 344 км по левому берегу реки Сок. Длина реки составляет 10 км.

## Данные водного реестра
По данным государственного водного реестра России относится к Нижневолжскому бассейновому округу, водохозяйственный участок реки — Сок от истока и до устья. Речной бассейн реки — Волга от верховий Куйбышевского вдхр. до впадения в Каспий.
Код объекта в государственном водном реестре — 11010000612112100005617.